# روري هيلتون
روري هيلتون (بالإنجليزية: Rory Hilton)‏ هو لاعب كرة قدم أسترالية أسترالي، ولد في 15 أبريل 1979 في وودونغا في أستراليا.

## وصلات خارجية
- روري هيلتون على موقع AustralianFootball.com (الإنجليزية)
- روري هيلتون على موقع AFLtables.com (الإنجليزية)